# Giovane fascista
Con il termine di giovane fascista si intendevano i giovani di età dai 18 anni fino ai 21, nel periodo del fascismo italiano. Prima dei 18 anni facevano parte del gruppo dei avanguardisti. 
I giovani uomini erano organizzati nei Fasci giovanili di combattimento (F.G.C.), mentre per le giovani donne furono costituiti i Gruppi giovani fasciste (G.G.F.); per gli studenti universitari vennero fondati gruppi specifici: i Gruppi universitari fascisti.

## La divisa
Uomini, la divisa era composta da:

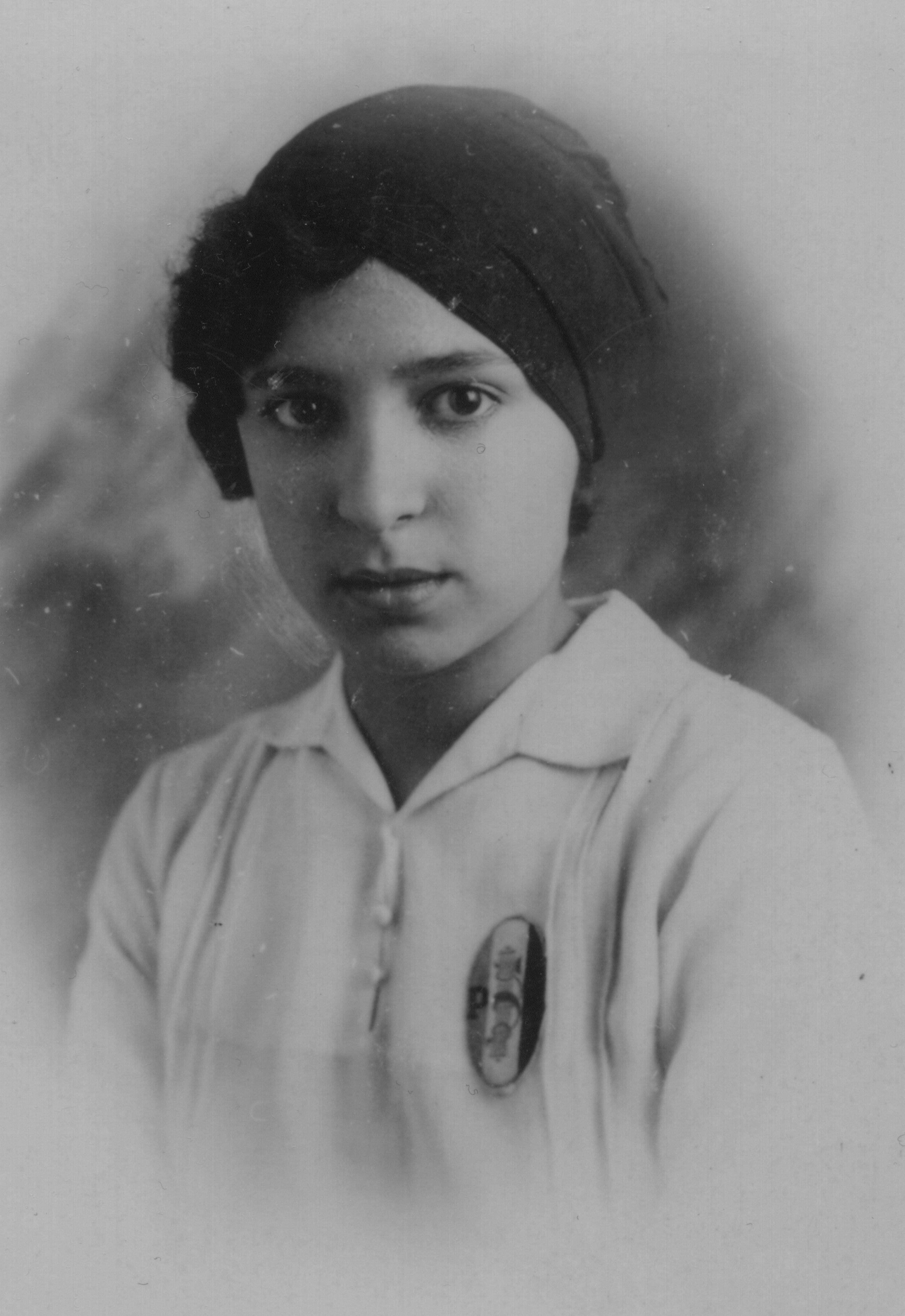
Una giovane fascista

- bustina tipo militare in tessuto grigio-verde
- camicia nera di tipo sportivo
- pantaloni alla zuava
- uose bianche, lunghe.

Donne, la divisa era composta da:
- bustina in tessuto nero (orbace)

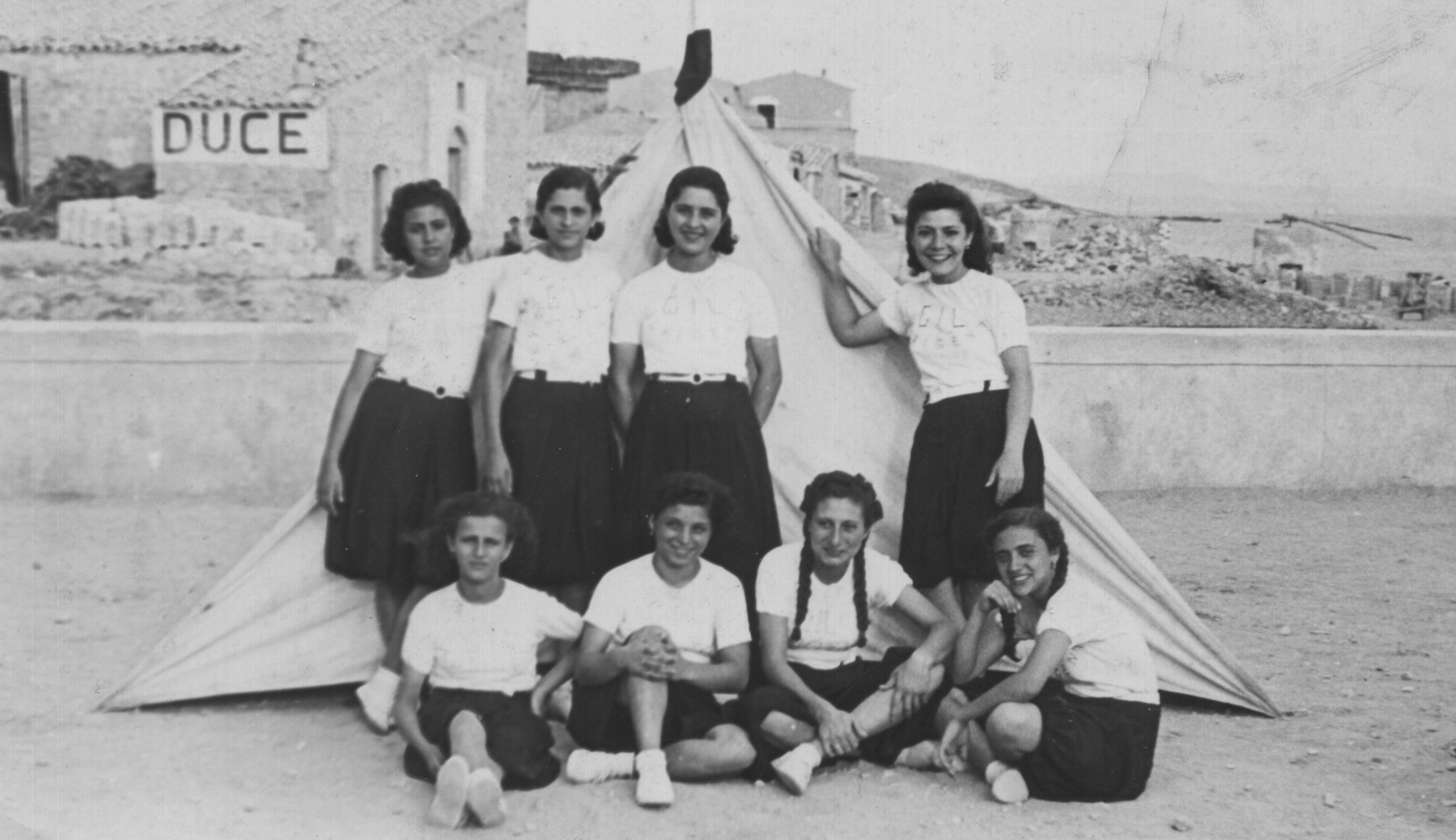
Giovani Fasciste

- camicetta bianca di tipo sportivo che veniva messa dentro la gonna
- cintura alta di pelle nera
- calze di seta in colore naturale
- scarpe di pelle nera
- guanti bianchi di filo o in pelle.

Nei periodi più freddi si aggiungeva una «sahariana» in orbace per entrambi i sessi. 
Chi frequentava l'università, al posto della bustina nera indossava il "goliardo" (berretto universitario) nel colore della facoltà frequentata, che riportava sul fregio la scritta GUF, presente anche nella "sahariana".
Gli iscritti alla leva di Mare indossavano una divisa simile a quella dei marinai.

## Fregi distintivi gradi

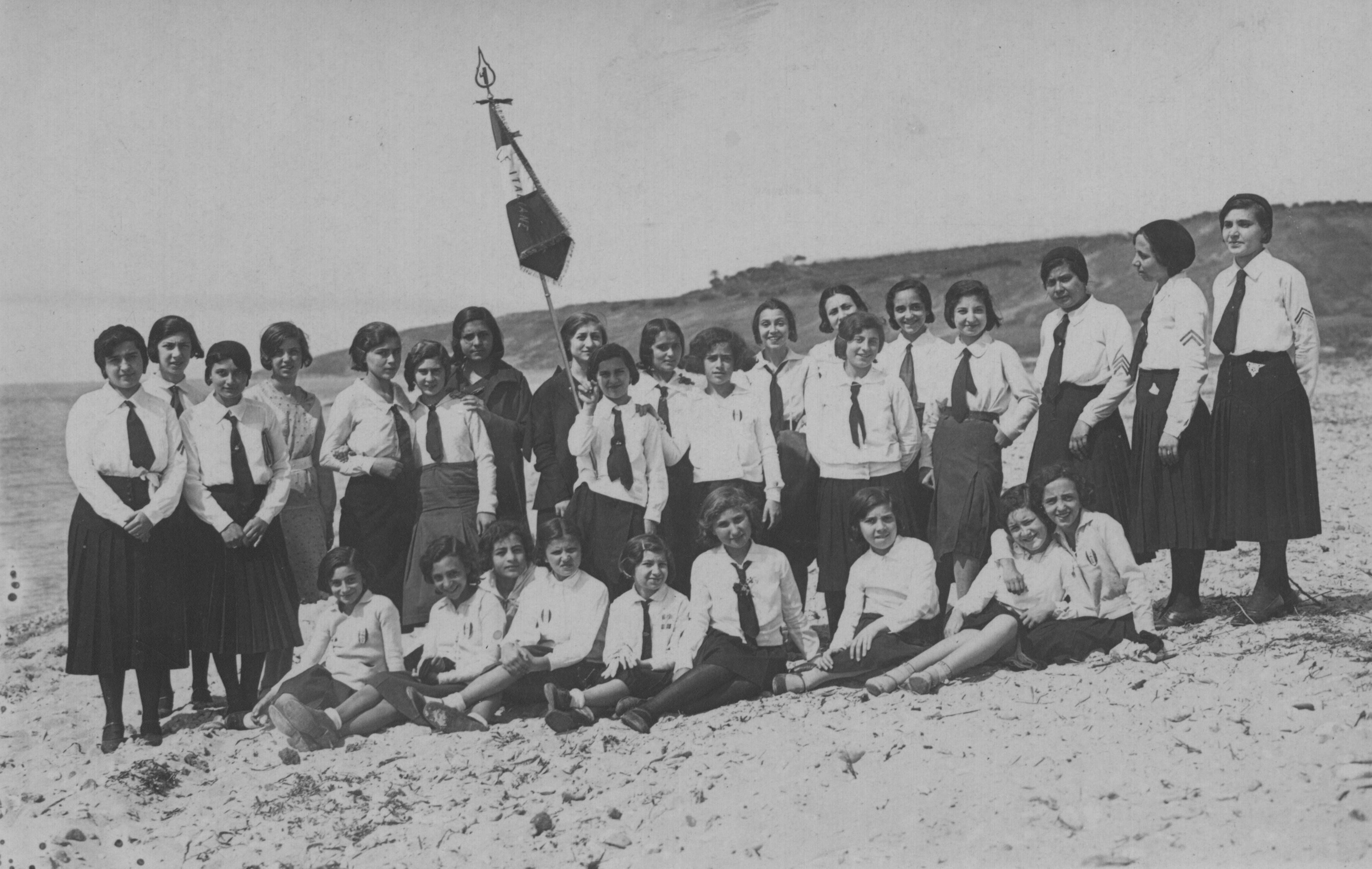
Squadra giovani fasciste

In entrambi i sessi si riscontra nella bustina, in corrispondenza della fronte, un fregio con scudo, fascio e daga, con al centro dello scudo la scritta GIL; anche i nastrini sul taschino sinistro rappresentavano corsi eseguiti, gradi e decorazioni al merito.
Inoltre erano dotati di un  medaglione per fazzoletto con fascio e lettera M incrociati al centro e intorno le diciture «A.XVIII» (anno diciottesimo dell'era fascista) e «VINCERE».
I gradi erano come quelli militari per i graduati di truppa, gli ufficiali comandanti provenivano da reparti della MSVN. 

## Equipaggiamento
Moschetto 91 T.S. cal 6,5 con sciabola-baionetta a parte in apposito fodero.
Giberne in cuoio grigio-verde come quelle militari degli alpini e dei bersaglieri, arma data anche ad alcuni reparti composti da donne.